# Marion Malena
Marion Mageo, más conocida por su nombre artístico Marion Malena, es una modelo samoana estadounidense ganadora de múltiples concursos de belleza que se identifica como fa'afafine.
Malena reside en Seattle, Washington, fue ganadora del certamen Miss Island Queen en 2005 y del certamen Miss American Sevens en 2007. Malena ganó varios certámenes transgénero multiétnicos, como Miss Gay Asian Pacific Islander International, Miss UTOPIA International, y Miss Northwest.